# Organização linha-staff
Organização linha-staff  é, segundo Chiavenato (2004), o resultado da combinação dos tipos de organização linear e funcional, isto é, constituída pela combinação de características dos tipos de organização linear e funcional, criada como intuito de unir as vantagens de dados estilos organizacionais. A busca por um novo estilo organizacional para atender as crescentes necessidades de eficiência das empresas, impulsionou a criação desse estilo que busca especializar as áreas da organização para que os esforços dos colaboradores tenham foco em tarefas específicas.
Chiavenato afirma ainda que na organização linha-staff coexistem órgãos de linha (execução) e de assessoria (consultoria) mantendo relações simultâneas entre si. Os órgãos de linha caracterizam-se pela autoridade linear e pelo princípio escalar, enquanto os órgãos de staff prestam assessoria e serviços especializados.
Para Miranda (1981), este modelo de organização tem como elemento identificador a existência de funções exclusivas para execução de pesquisa e planejamento. A linha-staff é voltada para o pensamento e constitui o guia orientador dos executores, de modo a facilitar a cooperação, a coordenação e o controle.
Atualmente, esse estilo organizacional é o mais adotado pelas empresas. Devido à alta competitividade do mercado e ao aumento de complexidade das tarefas, as organizações buscam na especialização das atividades internas unir as vantagens dos estilos organizacionais linear e funcional.

## Características
Para a maioria dos autores de teoria geral da administração (TGA), as principais características desse estilo organizacional são:
- Autoridade única: cada órgão se reporta a apenas um superior.

- Separação entre órgãos operacionais (executivos) e órgãos de apoio e suporte (assessores): apesar de possuírem apenas um superior, todos os órgãos operacionais da empresa recebem assessoria e serviços especializados dos órgãos de apoio (staff).

- Coexistência entre linhas formais de comunicação e linhas diretas de comunicação: Na organização linha-staff, existem linhas formais de comunicação entre superiores e subordinados e que representam a hierarquia. Existe também linhas diretas de comunicação que ligam os órgãos e o staff e que representam a oferta de assessoria e serviços especializados. A rede de comunicações da organização linha-staff é formada de linhas formais de autoridade e responsabilidade linear e de linhas diretas de assessoria e prestação de serviços de staff. Isso não serve como fonte

A organização linha-staff mantém o princípio da hierarquia (cadeia escalar). Os órgãos de staff são responsáveis somente por fornecer serviços de consultoria e de assessoria. Assim a linha staff pode ser um modo em que a hierarquia continua entre a família ou a pessoa mais poderosa.

### Vantagens
A organização mantém a hierarquia e a autoridade, mas ao mesmo tempo possui órgãos especializados prestando assessoria a execução das tarefas.
A estrutura da organização linha-staff permite a integração de todos os trabalhadores na realização do trabalho. Enquanto alguns são responsáveis pela execução direta, outros são encarregados da estratégia.
Possibilitar melhor controle de qualidade e da quantidade.

### Desvantagens
A principal desvantagem desse estilo é a possibilidade de conflitos entre os órgãos de linha e de staff porque os especialistas de staff tendem a forçar suas sugestões e tentam impor suas ideias.